# Otto Eduard Neugebauer
Ne doit pas être confondu avec Gerald Neugebauer.
Pour les articles homonymes, voir Neugebauer.
Otto Eduard Neugebauer, né le 26 mai 1899 à Innsbruck (Autriche) et mort le 19 février 1990 dans le New Jersey, est un mathématicien et historien des sciences autrichien, naturalisé américain. Il étudie l'histoire des mathématiques et de l'astronomie, depuis la haute Antiquité mésopotamienne et égyptienne jusqu'au Moyen Âge musulman. Ses publications montrent que les mathématiques babyloniennes étaient bien plus élaborées qu'on ne le pensait jusqu'alors.
Noel Swerdlow, dans la biographie qu'il lui consacre pour la National Academy of Sciences le désigne comme « le savant le plus original et le plus productif en matière d'histoire des sciences exactes, et peut-être d'histoire de la science, de notre époque ».

## Biographie

### Jeunesse et formation
Otto Eduard Neugebauer naît le 26 mai 1899 à Innsbruck et grandit à Graz, en Autriche. Son père est ingénieur dans les chemins de fer. Il perd ses parents très jeune, et est élevé par son oncle. Au lycée, il est surtout intéressé par les matières scientifiques et techniques (dont le dessin technique et les mathématiques). En 1917, il s'engage dans l'armée autrichienne afin d'être exempté des épreuves de grec ancien. Il est lieutenant dans l'artillerie, sur le front italien.

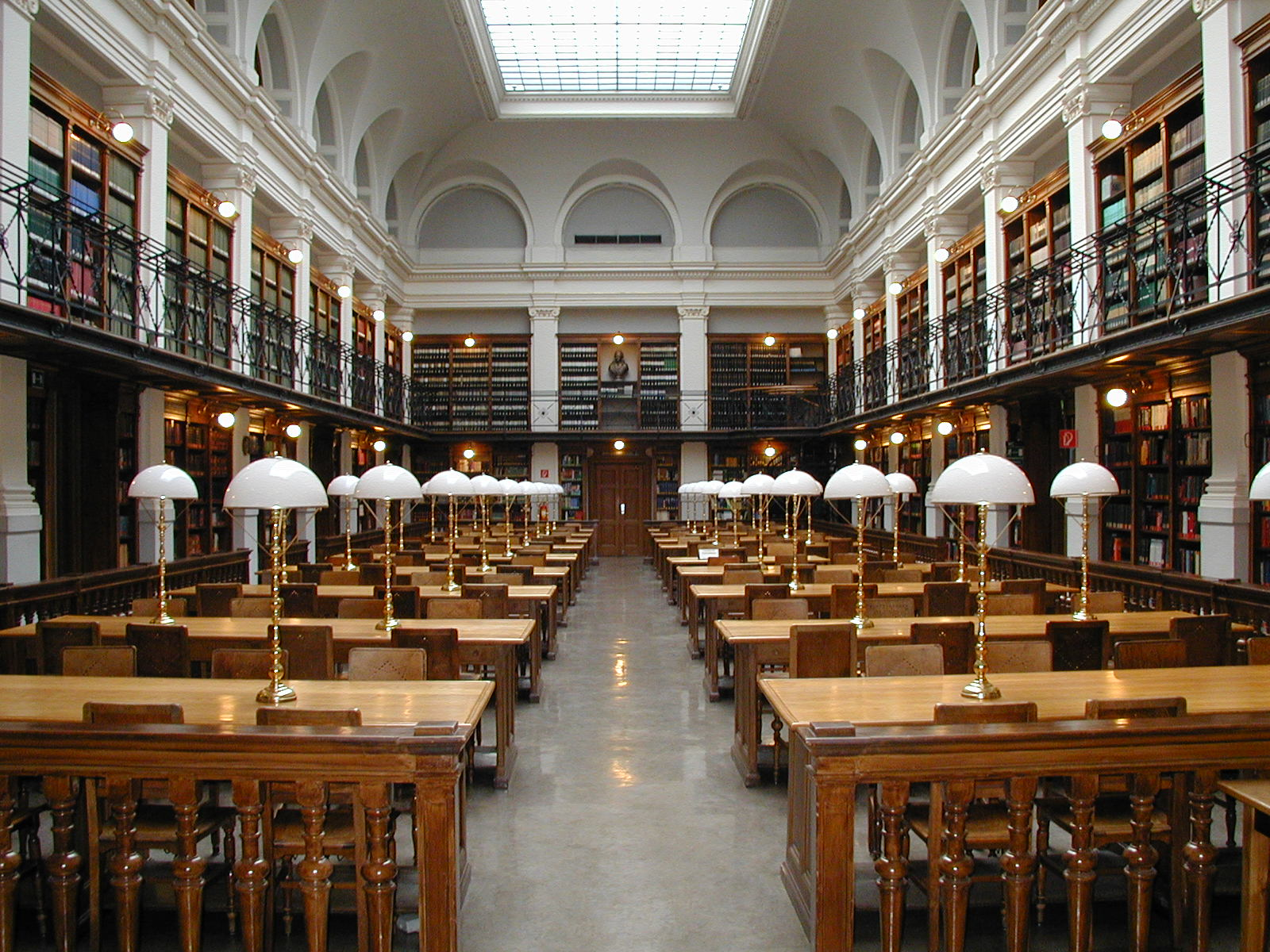
Salle de lecture de la bibliothèque universitaire de Graz.

En 1919, il entre à l'université de Graz pour étudier la physique et l'électricité. En 1921, il s'inscrit à l'université de Munich. Il s'intéresse de plus en plus aux mathématiques. Son professeur Arnold Sommerfeld lui conseille de partir pour l'université de Göttingen, ce qu'il fait en 1922. À Göttingen, il suit les cours de Richard Courant (qui devient un ami), Edmund Landau et Emmy Noether.
En 1924 et 1925, il étudie à l'université de Copenhague avec son ami Harald Bohr. Ils publient ensemble, en 1926, un article sur les équations différentielles. Ce sera le seul article de mathématiques pures publié par Otto Neugebauer.

### Chercheur en Allemagne

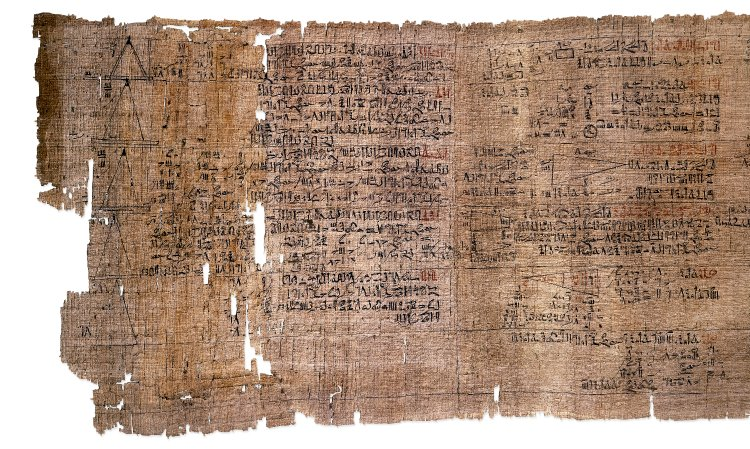
Un extrait du papyrus Rhind, conservé au British Museum.

Au cours de ses études de mathématiques, Otto Neugebauer se prend de passion pour l'Égypte antique. En 1926, il publie sa thèse, qui concerne les fractions égyptiennes dans le papyrus Rhind. Il obtient un poste de Privatdozent à l'université en 1927 et commence à s'intéresser aux mathématiques mésopotamiennes. Il se marie avec Grete Bruck. Il apprend l'akkadien à Rome et entreprend des recherches pour découvrir des textes anciens et les publier. En 1928, il participe, à Leningrad, à la préparation de la publication du Papyrus de Moscou.

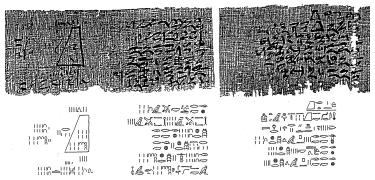
Problème n° 14 du Papyrus de Moscou : photo du papyrus et transcription.

En 1929, il est l'un des cofondateurs de Quellen und Studien zur Geschichte der Mathematik, Astronomie und Physik, chez l'éditeur Springer, une collection dont le sujet est l'histoire des sciences et qui publie à la fois des sources et des analyses. Cette même année naît Margo, le premier enfant d'Otto et Grete Neugebauer. Ils auront un autre enfant Gerry Neugebauer, en 1932.
Otto Neugebauer fonde également la revue Zentralblatt für Mathematik und ihre Grenzgebiete en 1931, la collection de monographies Ergebnisse der Mathematik und ihrer Grenzgebiete en 1932 et Zentralblatt für Mechanik en 1933. Il est promu au grade de Extraordinarius en 1932.
En janvier 1933, Hitler est nommé chancelier, et en mars 1933 une loi, la loi des pleins pouvoirs, lui confère les pleins pouvoirs. Le 7 avril, la loi sur la restauration de la fonction publique autorise l'exclusion des fonctionnaires juifs ou politiquement hostiles au nouveau régime. De nombreux scientifiques juifs, dont Emmy Noether, Edmund Landau et Richard Courant sont concernés, et s'exilent. Courant, avant de quitter ses fonctions,  désigne Neugebauer pour lui succéder comme directeur de l'institut de mathématiques. Les nazis demandent à Neugebauer de signer un document affirmant sa loyauté envers le nouveau pouvoir. Celui-ci refuse. Ceci suffit pour le considérer comme politiquement insoutenable (« untragbar »). Il est suspendu de l'université et, comme à ses collègues juifs, l'accès-même aux bâtiments lui est interdit.

## Prix et distinctions
- 1976 : Prix Pfizer de l'History of Science Society pour A History of Ancient Mathematical Astronomy
- 1985 : Priz Pfizer, conjointement avec Noel Swerdlow pour Mathematical Astronomy in Copernicus's De Revolutionibus
- 1986 : prix Balzan pour l'histoire de la science « pour les recherches fondamentales qu’il a menées dans le domaine des sciences exactes dans l’antiquité et, en particulier, pour ses travaux sur l’astronomie mésopotamienne, égyptienne et grecque qui ont ouvert de nouveaux horizons pour la connaissance des sciences dans l’antiquité et qui ont mis en lumière leur transmission aux mondes classique et médiéval. Pour sa contribution fondamentale au renouveau de l’histoire de la science et pour l’encouragement qu’il a donné aux recherches dans ce domaine »[9].
- En son honneur, un prix Otto Neugebauer a été créé en Histoire des Mathématiques : il récompense un article ou un ouvrage ayant une grande influence.

## Publications

### Articles
- "Über eine Methode zur Distanzbestimmung Alexandria-Rom bei Heron", 1938
- "The Early History of the Astrolabe." Isis 40 (1949): 240-56.
- "The Study of Wretched Subjects." Isis 42 (1951): 111.
- "On the 'Hippopede' of Eudoxus." Scripta Mathematica 19 (1953): 225-29.
- "Apollonius' Planetary Theory." Communications on Pure and Applied Mathematics 8 (1955): 641-48.
- "The Equivalence of Eccentric and Epicyclic Motion According to Apollonius." Scripta Mathematica 24 (1959): 5-21.
- "Thabit Ben Qurra 'On the Solar Year' and 'On the Motion of the Eighth Sphere.'" Proceedings of the American Philosophical Society 106 (1962): 264-98.
- "On the Allegedly Heliocentric Theory of Venus by Heraclides Ponticus." American Journal of Philology 93 (1973): 600-601.
- "Notes on Autolycus." Centaurus 18 (1973): 66-69.
- "Studies in Ancient Astronomy. VIII. The Water Clock in Babylonian Astronomy." Isis, Vol. 37, No. 1/2, p. 37-43. (mai 1947). JSTOR link. Reprinted in Neugebauer (1983), p. 239-245 (*).
- (avec Richard A. Parker) "Egyptian Astronomical Texts: Iii. Decans, Planets, Constellations, and Zodiacs."

### Livres
- (avec Abraham Sachs, eds.) Mathematical Cuneiform Texts, American Oriental Series, vol. 29, New Haven, American Oriental Society, 1945.
- The Exact Sciences in Antiquity, Munksgaard, 1951 ; 2e édition, Brown University Press, 1957 ; reprint, New York, Dover Publications, 1969 ; trad. fr. Les Sciences exactes dans l'Antiquité, trad. Pierre Souffrin, Actes Sud, 1992  (ISBN 978-2868693006)
- Astronomical Cuneiform Texts, 3 vol., Londres, 1955 ; 2e éd., New York, Springer, 1983 (couramment abrégé en ACT).
- The Astronomical Tables of al-Khwarizmi. Historiskfilosofiske Skrifter undgivet af Det Kongelige Danske Videnskabernes Selskab, Bind 4, nr. 2. Copenhagen: Ejnar Munksgaard, 1962.
- Ethiopic Astronomy and Computus, Vienne, Verlag der Österreichischen Akademie der Wissenschaften, 1979.
- A History of Ancient Mathematical Astronomy, Springer Science & Business Media, 1975, 1456 p. (ISBN 978-3-540-06995-9, lire en ligne) (couramment abrégé en HAMA).
- Astronomy and History: Selected Essays, New York, Springer, 1983.
- (en) N. M. Swerdlow et O. Neugebauer, Mathematical Astronomy in Copernicus’s De Revolutionibus, Springer, 1984 (ISBN 978-1-4613-8264-5, DOI 10.1007/978-1-4613-8262-1)